# Casa dei Postumii

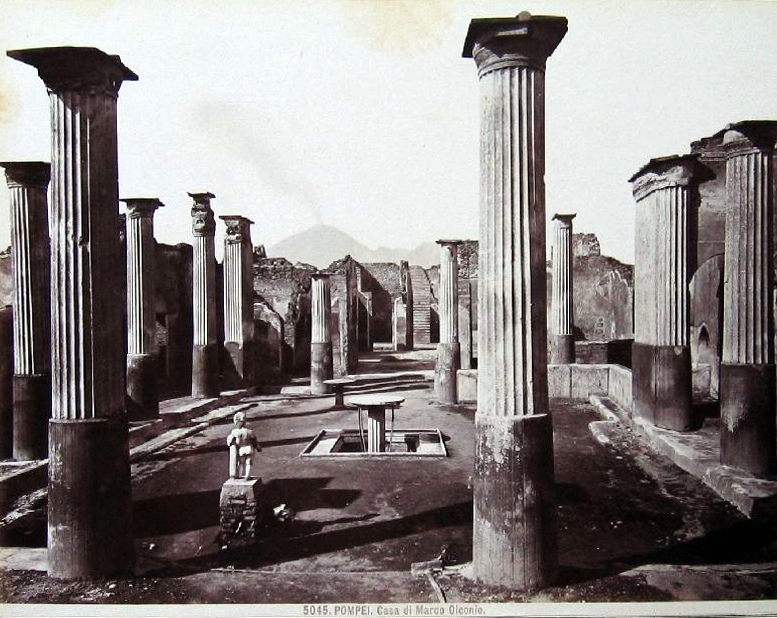
Blick in das Peristyl

Bei der Casa dei Postumii (Haus der Postumii, auch Casa di Holconius Rufus) handelt es sich um ein großes Wohnhaus in Pompeji (VIII 4, 4.49), das 1766, 1855 und 1861 ausgegraben wurde. Weitere Untersuchungen fanden zwischen 1997 und 2002 statt. Ausgrabungen im 18. und im frühen 19. Jahrhundert waren vor allem auf der Suche nach Kunstwerken. Die Konservierung von Wanddekorationen war eher selten, deshalb ist von der reichen malerischen Ausstattung dieses Hauses heute nicht mehr viel erhalten. Das Haus erscheint mit verschiedenen Namen in der modernen Literatur. Der Name der Postumii erscheint auf der Fassade.

## Beschreibung
Das große Haus liegt im Zentrum der antiken Stadt und gehörte offensichtlich einer wohlhabenden Familie. Die Anlage, wie sie vorgefunden wurde, datiert zum großen Teil nach 62. n. Chr., nachdem es umfangreiche Umbauten gab. In dieser Zeit wurden Teile des Hauses für wirtschaftliche Aktivitäten genutzt. Große Teile des Hauses waren im 4. Stil ausgemalt. Die Malereien sind heute in einem schlechten Zustand oder vollkommen verloren. Einige wenige Details sind schon früh aus der Wand geschnitten worden und befinden sich heute im Archäologischen Nationalmuseum Neapel.
Das Haus kann über die Fauces betreten werden, die einst reich ausgemalt waren. Von dort gelangt man in das tuskanischeAtrium, worauf das Tablinum und das Peristyl folgen. Das Peristyl ist mit Säulen ausgestattet. Hier fand sich die Statue eines Jungen mit einer Ente in der Hand. Im Haus kamen zahlreiche Funde zum Vorschein. Einerseits fanden sie sich auf dem Fußboden, andererseits in vier Meter Höhe. Die letzteren Funde stammen offensichtlich vom oberen Stockwerk. Beim Tablinum lagen die sterblichen Überreste einer Frau, bei der sich eine Kette mit zahlreichen Amuletten fand. Verschiedene kleine Schlösser, die im Haus verstreut zu Tage traten, gehören wahrscheinlich zu diversen Truhen. Aus dem Obergeschoss stammen einige Glasgefäße.
Die Malereien aus der Ala (ein offener Seitenraum am Atrium) sind heute noch vor Ort erhalten. Das Wandbild des Apollon und der Daphne ist nur zum Teil erhalten und sehr verblasst. Es war schon bei der Auffindung im oberen Teil abgeschnitten. Aus demselben Raum stammt das Bild von Alkestis und Herakles. Weitere und zum Teil recht anspruchsvolle Malereien mit Wandgemälden befanden sich in einem großen Raum am Peristyl. Die Bilder sind von alten Fotos leidlich gut bekannt. Das Gemälde auf der Südwand zeigt das Urteil des Paris. Auf der Ostwand zeigte ein Gemälde Achilles auf Skyros. In einem benachbarten Raum sah man ein Bild mit Hermaphroditos und Silenos sowie Dionysos und Ariadne. Lawrence Richardson Jr. schreibt einige dieser Bilder dem Adone-Ferito-Maler zu.

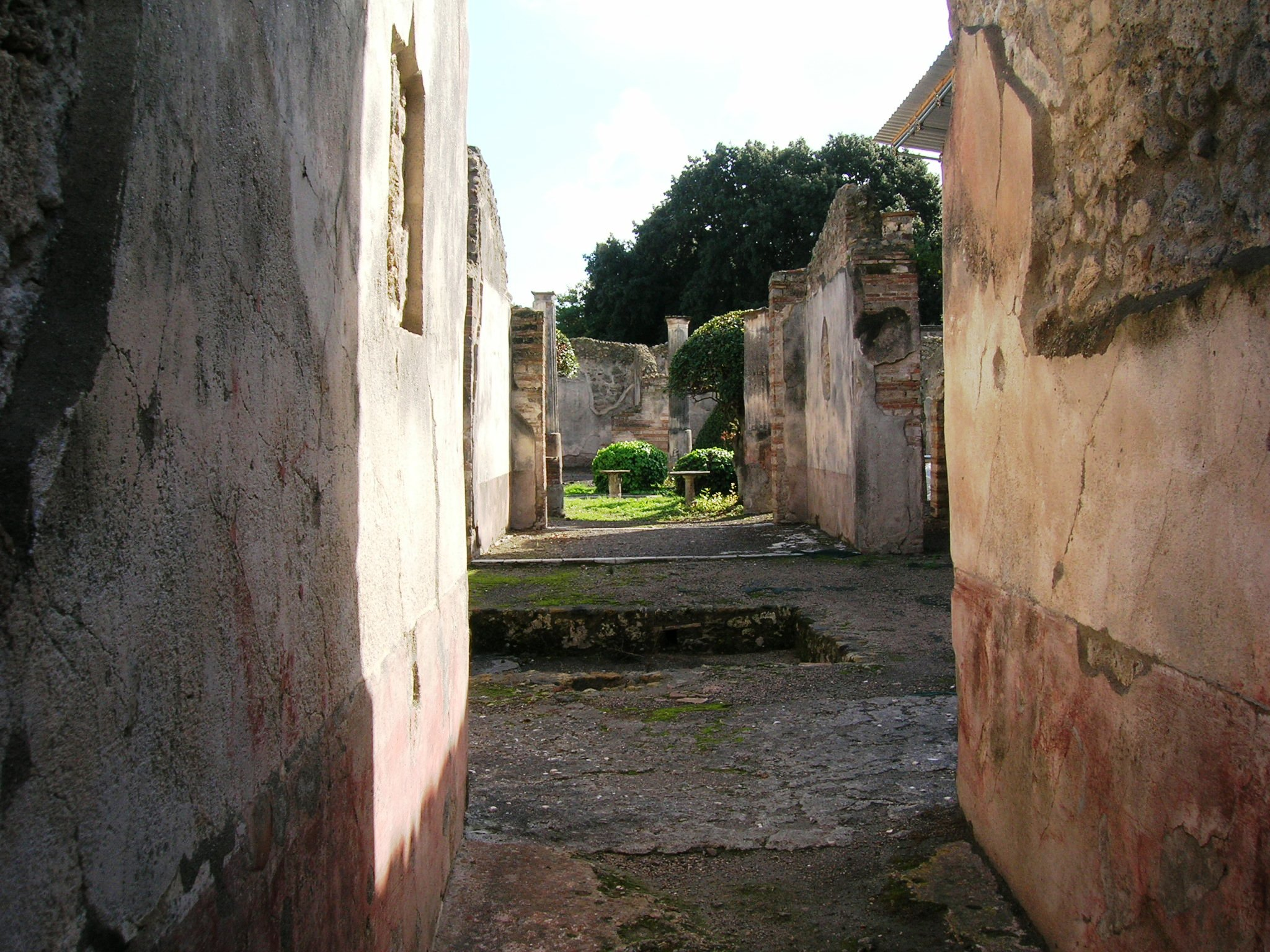
Blick vom Eingang auf Atrium und Peristyl
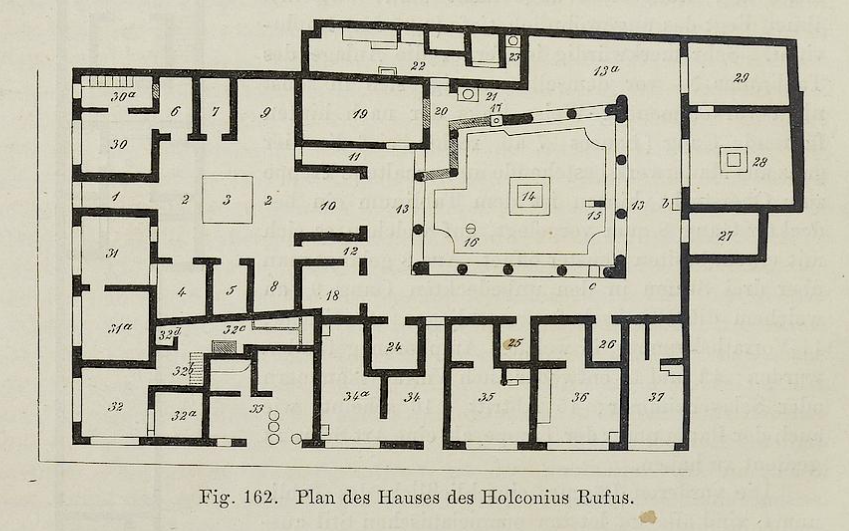
Grundriss
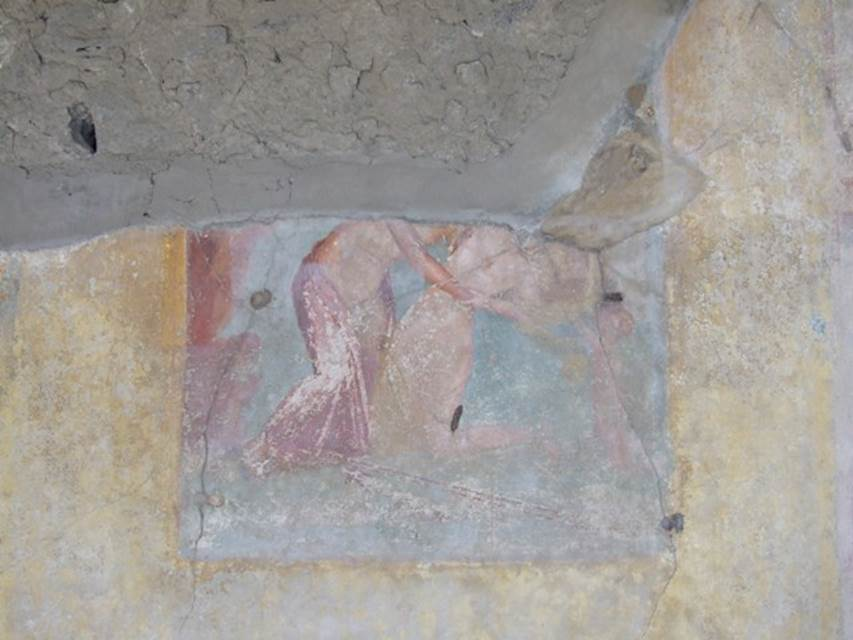
Apollon und Daphne
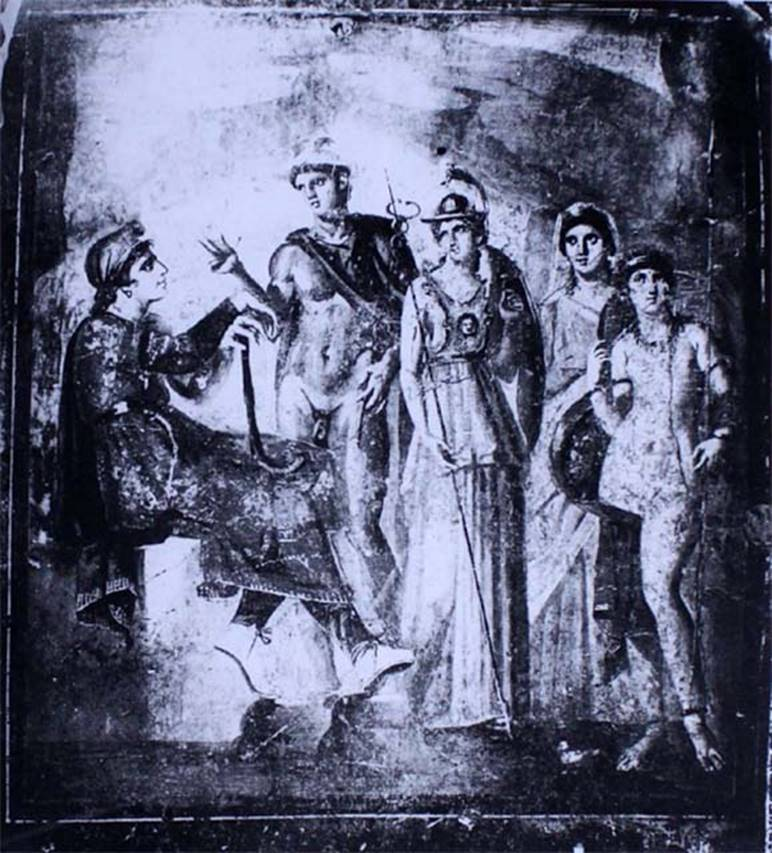
Das Urteil des Paris
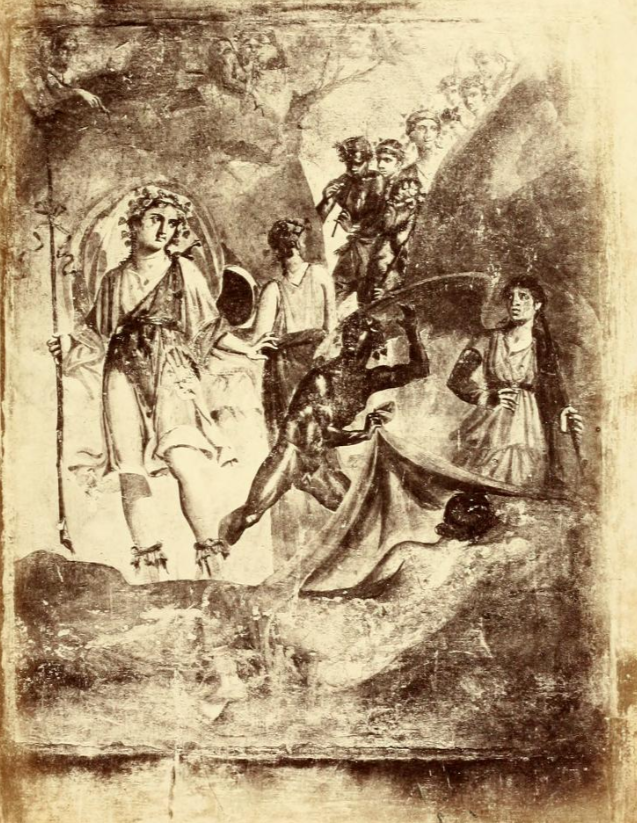
Dionysos und Ariadne